# 338-й гвардейский тяжёлый самоходно-артиллерийский полк
338-й гвардейский тяжёлый самоходно-артиллерийский полк — воинское подразделение Вооружённых Сил СССР в Великой Отечественной войне.

## История
Полк сформирован 28.02.1944 года путём преобразования 1543-го тяжёлого самоходно-артиллерийского полка
В составе действующей армии с 14.06.1944 по 15.11.1944, с 03.03.1945 по 09.05.1945 и с 09.08.1945 по 03.09.1945.
На вооружении полка находились самоходные артиллерийские установки ИСУ-152.
C 21.06.1944 года участвует в Свирско-Петрозаводской операции. Прикрывал прямой наводкой переправу через Свирь частей 99-й гвардейской стрелковой дивизии, 92-го танкового полка, 275-м ОМБОНа. 22.06.1944 года паромами высажен на плацдарм, затем поддерживал части 4-го стрелкового корпуса, в начале июля форсировал реку Тулеймайоки. Отличился при освобождении Питкяранты.
После операции отправлен в резерв и лишь в марте 1945 года вновь направлен в действующую армию для участия во взятии Кёнигсберга. Участвуя в Восточно-Прусской операции, штурмовал Кёнигсберг и Пиллау.
Затем вновь отправлен в резерв, и уже в июле 1945 года переправлен на Дальний Восток, где принял участие в Харбино-Гиринской операции.

## Полное наименование
- 338-й гвардейский тяжёлый самоходно-артиллерийский Кировоградский дважды Краснознамённый ордена Кутузова полк

## Подчинение
| Дата            | Фронт (округ)             | Армия                   | Корпус | Дивизия | Бригада | Примечания                         |
| --------------- | ------------------------- | ----------------------- | ------ | ------- | ------- | ---------------------------------- |
| 01.03.1944 года | Резерв Ставки ВГК         | -                       | -      | -       | -       | -                                  |
| 01.04.1944 года | Московский военный округ  | -                       | -      | -       | -       | -                                  |
| 01.05.1944 года | Московский военный округ  | -                       | -      | -       | -       | -                                  |
| 01.06.1944 года | Московский военный округ  | -                       | -      | -       | -       | -                                  |
| 01.07.1944 года | Карельский фронт          | 7-я армия               | -      | -       | -       | -                                  |
| 01.08.1944 года | Карельский фронт          | 7-я армия               | -      | -       | -       | -                                  |
| 01.09.1944 года | Карельский фронт          | 7-я армия               | -      | -       | -       | -                                  |
| 01.10.1944 года | Карельский фронт          | 7-я армия               | -      | -       | -       | -                                  |
| 01.11.1944 года | Карельский фронт          | 7-я армия               | -      | -       | -       | -                                  |
| 01.12.1944 года | Резерв Ставки ВГК         | 7-я армия               | -      | -       | -       | -                                  |
| 01.01.1945 года | Резерв Ставки ВГК         | 7-я армия               | -      | -       | -       | -                                  |
| 01.02.1945 года | Московский военный округ  | -                       | -      | -       | -       | -                                  |
| 01.03.1945 года | Резерв Ставки ВГК         | -                       | -      | -       | -       | -                                  |
| 01.04.1945 года | 3-й Белорусский фронт     | 11-я гвардейская армия  | -      | -       | -       | в составе Земландской группы войск |
| 01.05.1945 года | 3-й Белорусский фронт     | -                       | -      | -       | -       | -                                  |
| 01.06.1945 года | -                         | -                       | -      | -       | -       | нет данных                         |
| 01.07.1945 года | -                         | -                       | -      | -       | -       | нет данных                         |
| 01.08.1945 года | -                         | Приморская группа войск | -      | -       | -       | -                                  |
| 09.08.1945 года | 1-й Дальневосточный фронт | 1-я армия               | -      | -       | -       | -                                  |
| 03.09.1945 года | 1-й Дальневосточный фронт | 1-я армия               | -      | -       | -       | -                                  |

## Командиры
- Емельянов, Фёдор Данилович, майор
- Котляров, Модест Игнатьевич, капитан

## Награды и наименования
| Награда                                | Дата       | За что получена |
| -------------------------------------- | ---------- | --- |
| Почётное наименование «Кировоградский» | 8.01.1944  | За отличия в боях за освобождение города Кировограда |
| Гвардейский                            | 28.02.1944 | При преобразовании |
| Орден Красного Знамени                 | 02.07.1944 | За образцовое выполнение заданий командования в боях с немецко-финскими захватчиками при форсировании реки Свирь, прорыве сильно укреплённой обороны противника и проявленные при этом доблесть и мужество                                                                                            |
| Орден Кутузова III степени             | 17.05.1945 | За образцовое выполнение заданий командования в боях с фашистскими захватчиками при овладении городом и крепостью Кёнигсберг и проявленные при этом доблесть и мужество |
| Орден Красного Знамени                 | 17.09.1945 | За образцовое выполнение заданий командования в боях против японских войск на Дальнем Востоке при форсировании р. Уссури, прорыве Хутоуского, Мишаньского, Пограничненского и Дуннинского укреплённых районов, овладении гг. Мишань, Гирин, Яньцзи, Харбин и проявленные при этом доблесть и мужество |

## Память
- Воинские захоронения в посёлках Полевое и Добрино Калининградской области